# زرنه (بوئین میاندشت)
زرنه، روستایی است  در دهستان ییلاق که در شهرستان بوئین میاندشت استان اصفهان قرار گرفته است.
این روستا در ۸ کیلومتری شهر بوئین میاندشت قرار گرفته است
روستای زرنه تنها روستای کاملاً ارمنی‌نشین ایران است.

## گردشگری
در این روستا یک کلیسای تاریخی به نام «غوکاس» با قدمت ۲۵۰ سال وجود دارد که تاکنون چندبار مورد مرمت قرار گرفته‌است و هنوز هم از این کلیسا ارمنیان این روستا برای دعا و برگزاری اعیاد مذهبی همچون «عید آب‌پاشان»، «عید تبرک انگور» و «عید قربان مسیحیان (ماتاغ)» استفاده می‌کنند.
یکی دیگر از ظرفیت‌های گردشگری روستای زرنه وجود بیشه‌زار «پِلیستون» است که جاذبه طبیعی محسوب می‌شود. 

## جمعیت
جمعیت این روستا تحت تأثیر ییلاق و قشلاق است، به طوری که در تابستان جمعیت روستای زرنه بیشتر می‌شود و براساس سرشماری مرکز آمار ایران در سال ۱۴۰۰ ۳۵ خانوار در این روستا زندگی می‌کنند و کل جمعیت آن ۱۰۲ نفر و شغل ساکنان آن دامداری و کشاورزی است.

## یادداشت
1. ↑  عید قربان مسیحیان طی آن مسیحیان ۴۰ روز روزه می‌گیرند و از گوشت در این مدت استفاده نمی‌کنند. به مناسبت به صلیب کشیده شدن عیسی  مسیح که طبق اعتقادات آنان برای مردم و در راه اعتلای بشریت قربانی و به صلیب کشیده شد، این روز را عید قربان نامیده‌اند و چیزی تحت عنوان سوگواری ندارند.